# クロマーティシャー統監
クロマーティシャー統監（クロマーティシャーとうかん、英語: Lord Lieutenant of Cromartyshire）は、イギリスの官職。統監の1つで、クロマーティシャーを担当する。1789年に勃発したフランス革命がヨーロッパ諸国に飛び火するとともに1792年にはスコットランド各地で暴動がおこり、地方政府の対応に不満を感じたイギリス政府は1794年にイングランドの統監職をスコットランドでも常設職として設立した。1889年地方政府(スコットランド)法第39条によりロスシャーとクロマーティシャーがロス・アンド・クロマーティに統合され、統監職もロス・アンド・クロマーティ統監に移行した。

## 一覧
- 1794年5月5日 – 1833年5月：ロバート・ブルース・エニアス・マクロード（英語版）[3]
- 1833年5月6日 – 1853年3月13日：ロデリック・マクロード（英語版）[3]
- 1853年4月2日 – 1892年9月22日：スタッフォード侯爵ジョージ・サザーランド＝ルーソン＝ゴア（英語版）（のち第3代サザーランド公爵）[3]
  - 1892年にロス・アンド・クロマーティ統監に移行[3]